# Kamurang (Tirtamulya)
Kamurang is een bestuurslaag in het regentschap Karawang van de provincie West-Java, Indonesië. Kamurang telt 3112 inwoners (volkstelling 2010).